# Menanga Jaya
Menanga Jaya is een bestuurslaag in het regentschap Way Kanan van de provincie Lampung, Indonesië. Menanga Jaya telt 1419 inwoners (volkstelling 2010).